# バス通り
「バス通り」（バスどおり）は1974年11月4日に発売された甲斐バンドのデビューシングル。

## 背景
甲斐バンドのデビュー曲であり、この曲でデビューしたことについて甲斐よしひろは「この曲でデビューしたことによって完全にフォークロック・バンドの扱いになってしまった。このままでは大変なことになると思い、直後にレコードのリリースが決まっていたがそれを止めてもらってその間に『裏切りの街角』を書いた」と話している。

## チャート成績
オリコン最高65位。6万枚を売り上げた。

## 収録曲
- 全作詞・作曲：甲斐よしひろ

1. バス通り
編曲：青木望・甲斐バンド
2. 魔女の季節
編曲：甲斐バンド

## カバーしたアーティスト

### バス通り
坂上香織
- 1989年8月9日にリリースされたアルバム『夏休み』に収録。